# Frogmore
La Hacienda de Frogmore o Frogmore Estate es un parque privado de 13 ha (130 000 m²) en el Home Park, adyacente al castillo de Windsor, en el condado inglés de Berkshire. Su nombre se debe a la abundancia de ranas (frog, en inglés) que siempre ha habido en esta zona pantanosa cercana al río Támesis.
En la hacienda se ubica Frogmore House, casa de campo de la realeza, así como tres lugares de enterramiento de la familia real británica: el Mausoleo Real, que alberga las tumbas de la reina Victoria y su esposo, el príncipe Alberto, el mausoleo de la duquesa de Kent, madre de la reina Victoria, y el Cementerio Real.

## Frogmore House
Frogmore House fue edificada en la década de 1680. En 1792, Jorge III la adquirió para que sirviera de retiro campestre a la reina Carlota. El noble, político y diplomático Louis Mountbatten nació en esta casa en 1900.

## Lugares de enterramiento

### Mausoleo de la duquesa de Kent

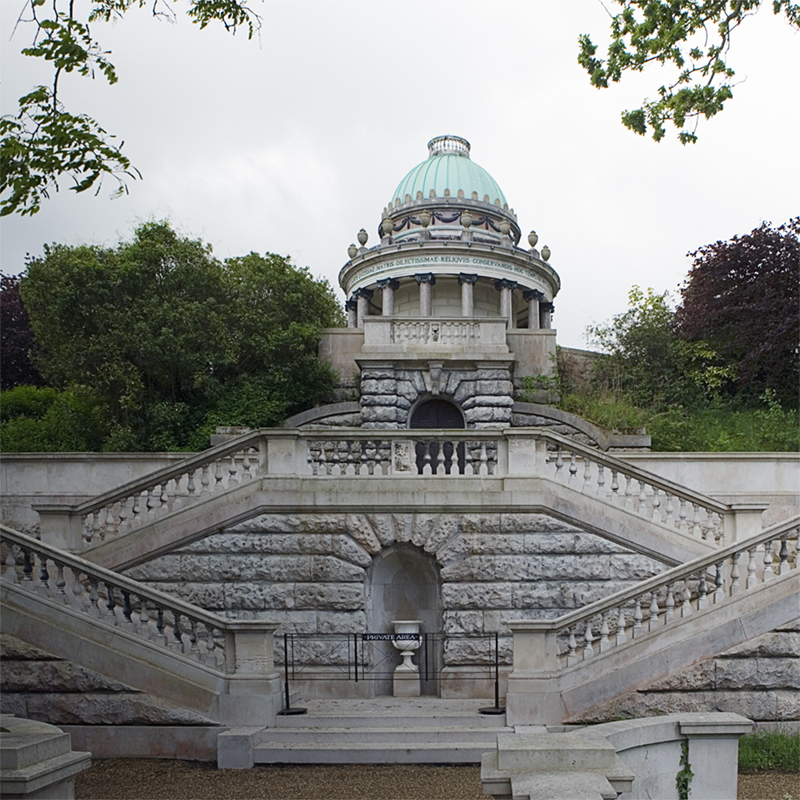
Mausoleo de la duquesa de Kent

Este mausoleo es el lugar donde está enterrada la madre de la reina Victoria, la princesa Victoria de Sajonia-Coburgo-Saalfeld, duquesa de Kent. El mausoleo fue diseñado por el arquitecto A.J. Humbert según un diseño del profesor Ludwig Gruner, artista favorito del príncipe Alberto.
La duquesa vivió sus últimos años en Frogmore House, y en la década de 1850 se comenzó a construir un templo provisto de una cúpula en los terrenos de la hacienda. La parte superior del edificio debía servir como casa de verano en vida de la duquesa, mientras que la parte inferior estaba destinada a albergar su sepultura. La duquesa murió en Frogmore House el 16 de marzo de 1861, antes de que se completara la casa de verano, por lo que la sala superior se incorporó al mausoleo, y hoy contiene una estatua de la duquesa.

### Mausoleo Real o Mausoleo de Frogmore

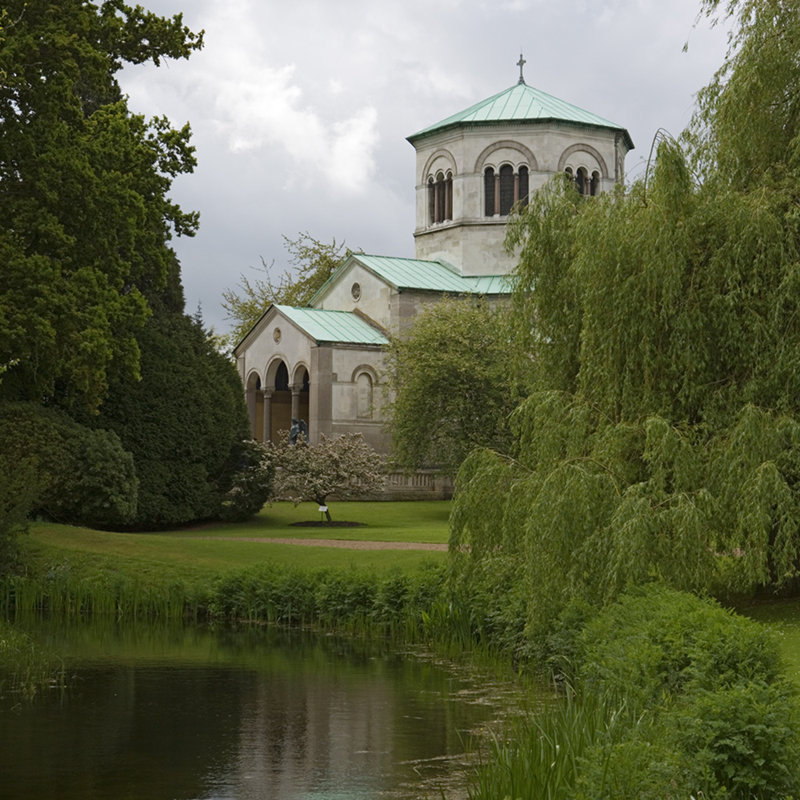
Mausoleo de la reina Victoria y el príncipe Alberto

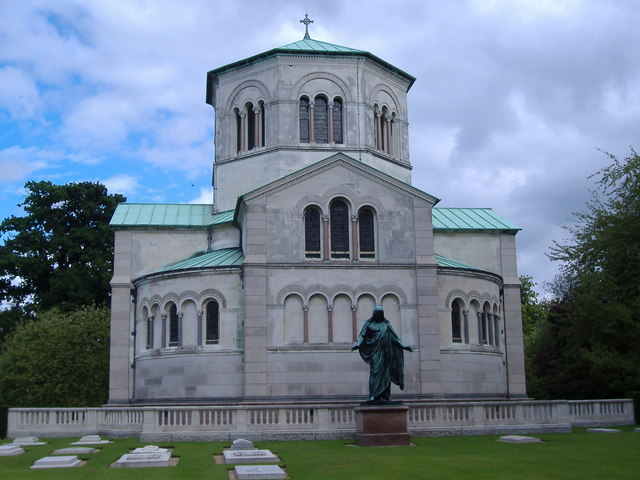
Mausoleo de la reina Victoria y el príncipe Alberto y cementerio real

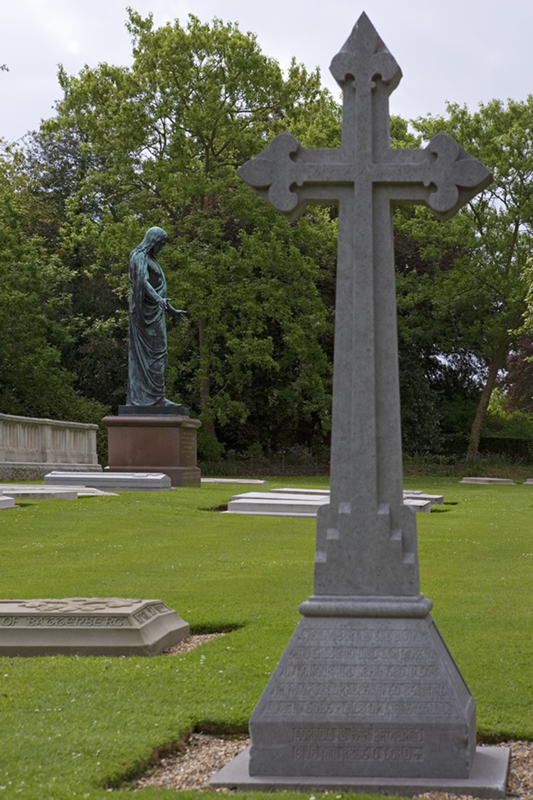
Cementerio real, Frogmore

El segundo mausoleo que existe en los terrenos de Frogmore, a corta distancia del de la duquesa de Kent, es el Mausoleo Real, mucho más grande, que alberga las tumbas de la reina Victoria y su consorte, el príncipe Alberto.
La reina Victoria y su marido siempre quisieron construir un lugar de reposo para ambos, en lugar de ser enterrados en alguno de los lugares tradicionales de la monarquía británica, como la abadía de Westminster o la Capilla de San Jorge, en el castillo de Windsor. El príncipe Alberto murió en diciembre de 1861, mientras se estaba construyendo el mausoleo de la madre de Victoria en Frogmore. A los pocos días de su prematura muerte, el profesor Gruner y el arquitecto Humbert, que habían realizado el mausoleo de la duquesa de Kent, trabajaban ya en el diseño de un nuevo mausoleo.
Los trabajos comenzaron en marzo de 1862. En octubre de ese año ya estaba finalizada la cúpula y en diciembre se consagró el edificio, aunque su decoración no se terminó hasta agosto de 1871.
El edificio tiene forma de cruz griega, y su exterior se inspira en el románico italiano. Las paredes son de granito y piedra de Pórtland, y el techo está cubierto de cobre australiano. La decoración interior sigue el estilo del pintor favorito de Alberto, el renacentista Rafael, y constituye un opulento ejemplo de la época victoriana. En las paredes interiores predomina el mármol rojo portugués, obsequio del rey Luis I de Portugal, primo de ambos cónyuges, con incrustaciones de otros mármoles de todo el mundo. 
El sarcófago fue diseñado por el barón Carlo Marochetti, y muestra las efigies yacentes de la reina y el príncipe. El sepulcro está hecho a partir de una única pieza de granito gris de Aberdeen sin imperfecciones. La figura de la reina se hizo al mismo tiempo que la del príncipe, pero no se colocó en el mausoleo hasta después de su fallecimiento.
Las únicas personas enterradas en este mausoleo son Victoria y Alberto, pero el panteón alberga varios memoriales, como el monumento a la princesa Alicia, gran duquesa de Hesse–Darmstadt, hija de la pareja, que murió de difteria a la edad de 35 años. En el centro de la capilla hay un monumento a Eduardo, duque de Kent, padre de Victoria, que murió en 1820 y está enterrado en la capilla de San Jorge del castillo de Windsor.
Una de las esculturas que alberga el mausoleo es la de la reina Victoria y el príncipe Alberto vestidos de anglosajones, encargada tras el fallecimiento del príncipe y ejecutada por William Theed. La estatua se trasladó al mausoleo en 1938, tras ser inaugurada el 20 de mayo de 1867 en el castillo de Windsor. El modelo en yeso, que se exhibió en 1868 en la Royal Academy of Arts, se expone en la National Portrait Gallery, en préstamo de la Royal Collection. En la guía oficial puede verse una imagen de la escultura, sin pedestal. La reina Victoria escribió en sus diarios que la escultura fue idea de su hija mayor, Victoria, y que la inscripción del pedestal está tomada del poema The Deserted Village, de Oliver Goldsmith, en el que se lamenta de la desaparición del poblado imaginario de Sweet Auburn. 
La estructura del edificio es inestable y está cerrado al público desde 2007. La restauración puede alargarse hasta una década

### Cementerio real
Desde su inauguración en 1928, la mayoría de los miembros de la familia real, excepto los reyes y sus consortes, han sido inhumados en el cementerio real de Frogmore, un camposanto situado tras el mausoleo de la reina Victoria.
Entre los allí enterrados, se encuentra el príncipe Arturo de Sajonia-Coburgo-Gotha, duque de Connaught, y el príncipe Enrique de Windsor, duque de Gloucester, así como Jorge de Sajonia-Coburgo-Gotha, duque de Kent y el duque de Windsor, que reinó con el nombre de Eduardo VIII antes de su abdicación, enterrado junto a su esposa Wallis Simpson. Numerosos miembros de la familia del príncipe Cristián de Schleswig-Holstein y del marqués de Cambridge también están enterrados en este cementerio.
En este terreno también se alza el cenotafio de la reina María de Rumanía, tataranieta de la reina Victoria y esposa del rey Alejandro I de Yugoslavia, que murió exiliada en Londres, y estuvo enterrada en Frogmore desde 1961 a abril de 2013, cuando sus restos fueron exhumados y trasladados al mausoleo real de Oplenac, en Serbia.

## Otros puntos de interés
En la hacienda hay varios monumentos y edificios de jardín, como las «ruinas góticas» (1793), la «casa del té de la reina Victoria», pabellón de ladrillo edificado en 1869, y el «kiosco indio», que conmemora el final de la rebelión india de 1857.

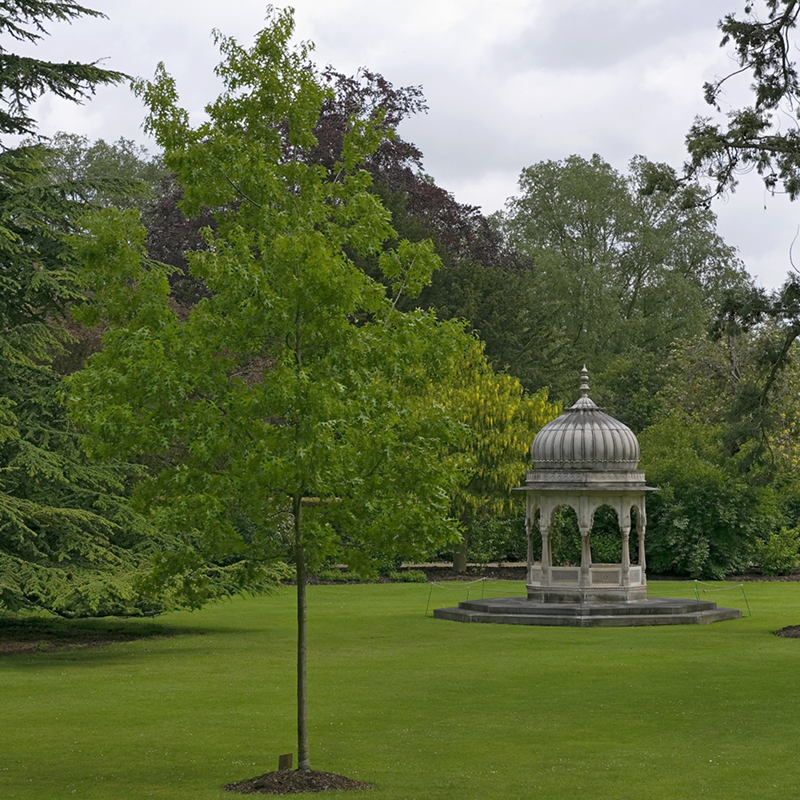
Kiosco indio que conmemora el final de la rebelión de India de 1857I

## Acceso público
La casa y los jardines suelen estar abiertas al público seis días al año, normalmente en Pascua y agosto. El cementerio real puede verse desde su perímetro en los días en que los jardines están abiertos. También puede verse el exterior del mausoleo de la duquesa de Kent, que está cerrado al público. La estructura del mausoleo real es inestable y en 2007 se cerró al público con carácter indefinido.